# 植田真介
植田 真介（うえだ しんすけ、1982年3月6日 - ）は、日本の俳優、声優。文学座所属。広島県出身。
特技 水泳。

## 略歴
- 森村学園高等部卒業。
- 2000年、文学座附属演劇研究所に入所。
- 2005年、文学座座員となる。

## 出演作品

### テレビドラマ
- WATER BOYS 2005夏（フジテレビ）
- ダンドリ。（フジテレビ）
- 相棒（2016年） - 林貴一

### テレビアニメ
- フレッシュプリキュア!（沢裕喜）

### 映画
- ゲド戦記
- 8月のシンフォニー -渋谷2002〜2003
- コクリコ坂から

### 吹き替え
- アーサー・クリスマスの大冒険
- ザ・パシフィック（マック少尉）

### 舞台
2002年
- 大寺学校

2003年
- リチャード三世

2004年
- 時の物置
- ハロー、グッバイ

2005年
- 花咲く港
- 風をつむぐ少年
- 毒の香り

2006年
- 湖のまるい星
- オトコとおとこ
- ゆれる車の音

2007年
- ビルマの竪琴
- 錦繍

2008年
- Train coming

2009年
- 花咲くチェリー

2010年
- わが町
- ダーウィンの城

2011年
- 1924海戦

2012年
- 父帰る/おふくろ
- 野がも

2013年
- ISAMUプレ公演